# Acacus braggi
Acacus braggi är en insektsart som beskrevs av Frank H.Hennemann och Oskar V.Conle 2003. Acacus braggi ingår i släktet Acacus och familjen Diapheromeridae. Inga underarter finns listade i Catalogue of Life.